# Фолештій-де-Жос
Фолештій-де-Жос (рум. Foleștii de Jos) — село у повіті Вилча в Румунії. Входить до складу комуни Томшань.
Село розташоване на відстані 173 км на північний захід від Бухареста, 23 км на захід від Римніку-Вилчі, 84 км на північ від Крайови, 136 км на південний захід від Брашова.

## Населення
За даними перепису населення 2002 року у селі проживали 866 осіб, усі — румуни. Усі жителі села рідною мовою назвали румунську.